# Johannsenomyia imparunguis
Johannsenomyia imparunguis är en tvåvingeart som först beskrevs av Becker 1903.  Johannsenomyia imparunguis ingår i släktet Johannsenomyia och familjen svidknott. Inga underarter finns listade i Catalogue of Life.